# Liste des évêques d'Aba
La liste des évêques d'Aba recense les noms des évêques qui se sont succédé sur le siège épiscopal d'Aba au Nigeria depuis la création du diocèse d'Aba (en) (Dioecesis Abana) le 2 avril 1990, par détachement de celui d'Umuahia (en).

## Sont évêques
- 2 avril 1990 - †8 février 2015 : Vincent Ezeonyia (Vincent Valentine Egwuchukwu Ezeonyia)
- depuis le 28 décembre 2019: Augustine Echema (Augustine Ndubueze Echema)

## Sources
- (en) Fiche du diocèse sur catholic-hierarchy.org